# Upplands runinskrifter 388
Upplands runinskrifter 388 är två vikingatida runstensfragment av sandsten som hittades 1857 i Sigtuna, Sigtuna kommun av Richard Dybeck. Runstensfragmenten tillhör SHM, men är deponerade i Sigtuna museum. Ristningen är synnerligen väl huggen. 1969 hittades ytterligare ett runstensfragment i Sigtuna som visar stora likheter med U 388, till exempel gällande stenmaterial, tjocklek, huggningsteknik och runslingans bredd. Mycket talar alltså för att det fragmentet också utgör en del av U 388. Runorna på detta fragment skulle kunna vara rester av orden "stenen efter".

## Inskriften
Translitterering av runraden:
× [ul]fr [× a... ... -nk]imunt[r × au]k × [ai]... ... ...(n) × i... ...
Normalisering till runsvenska:
Ulfʀ o[k ... I]ngimundr ok Æi... ... [stæi]n(?) æ[ftiʀ](?) ...
Översättning till nusvenska:
Ulfr och ... Ingimundr och ... Ei- ... stenen(?) efter(?)